# Lehr Albert
Lehr Albert (Sárszentlőrinc, 1844. április 25. – Budapest, 1924. május 9./június 9. ) középiskolai tanár, nyelvész, esztéta, műfordító, költő, irodalomtörténész, a Magyar Tudományos Akadémia tagja. Lehr Zsigmond (1841–1871) műfordító, tanár öccse.

## Pályája
Lehr András tanár és Schleining Mária fia. 1853-ban apjával Sopronba költözött, ott végezte a gimnáziumot és a teológiát. Tagja és több évig főjegyzője volt a még Kis János által alapított Soproni Magyar Társaságnak, az első magyar diákönképzőkörnek. Az ifjúság Hajnal című lapjának állandó fordítója, 1859–1861. között szerkesztője. Kritikai tanulmányainak alapját Arany János Figyelőjéből és Koszorújából szerezte. 1865-ben Szentlőrincre került tanárnak, évekig tanulmányozta a nép nyelvét. 1868–1869-ben német egyetemeket látogatott, hazatérése után újból elfoglalta korábbi állását. Amikor az evangélikus iskolát Bonyhádra költöztették át, ott tanított. 1873-ban a budapesti evangélikus gimnáziumba hívták, ott működött 1898-ig, nyugdíjba vonulásáig. 1882-ben az MTA levelező tagjának, 1923-ban rendes tagjának választotta.

## Munkássága
Nyelvészként az ortológia híve volt. Behatóan foglalkozott nyelvhelyességi kérdésekkel, melyekben Szarvas Gábor halála (1895) után övé volt a döntő szó. Cikkei közül különösen a Budapesti Szemle és a Magyar Nyelv évfolyamaiban megjelentek keltettek nagy hatást. Tervezett nagy Arany-szótárát nem tudta befejezni.
Fordítói tevékenysége is jelentős. Fordított latinból, németből, franciából, főként kortárs német tudományos munkákat (Ernst Curtius, Leopold von Ranke), valamint szépirodalmat (Goethe és Heine műveit).
Munkái többek között a bonyhádi ágostai hitvallású evangélikus gymnasium Értesítőjében és a Magyar Nyelvőrben jelentek meg. A Budapesti Szemlébe névtelenül írt kritikákat. A Vasárnapi Ujságban, a budapesti ág. hitv. ev. főgymnasium Értesítőjében és az Akadémiai Értesítőben is publikált. 
1875-ben A tárgyas-tárgytalan ragozáshoz című munkájáért elnyerte a Magyar Tudományos Akadémia Sámuel-díját, 1885-ben (Halász Ignáccal megosztva) a Magyar Tudományos Akadémia nagyjutalmát.

## Főbb művei

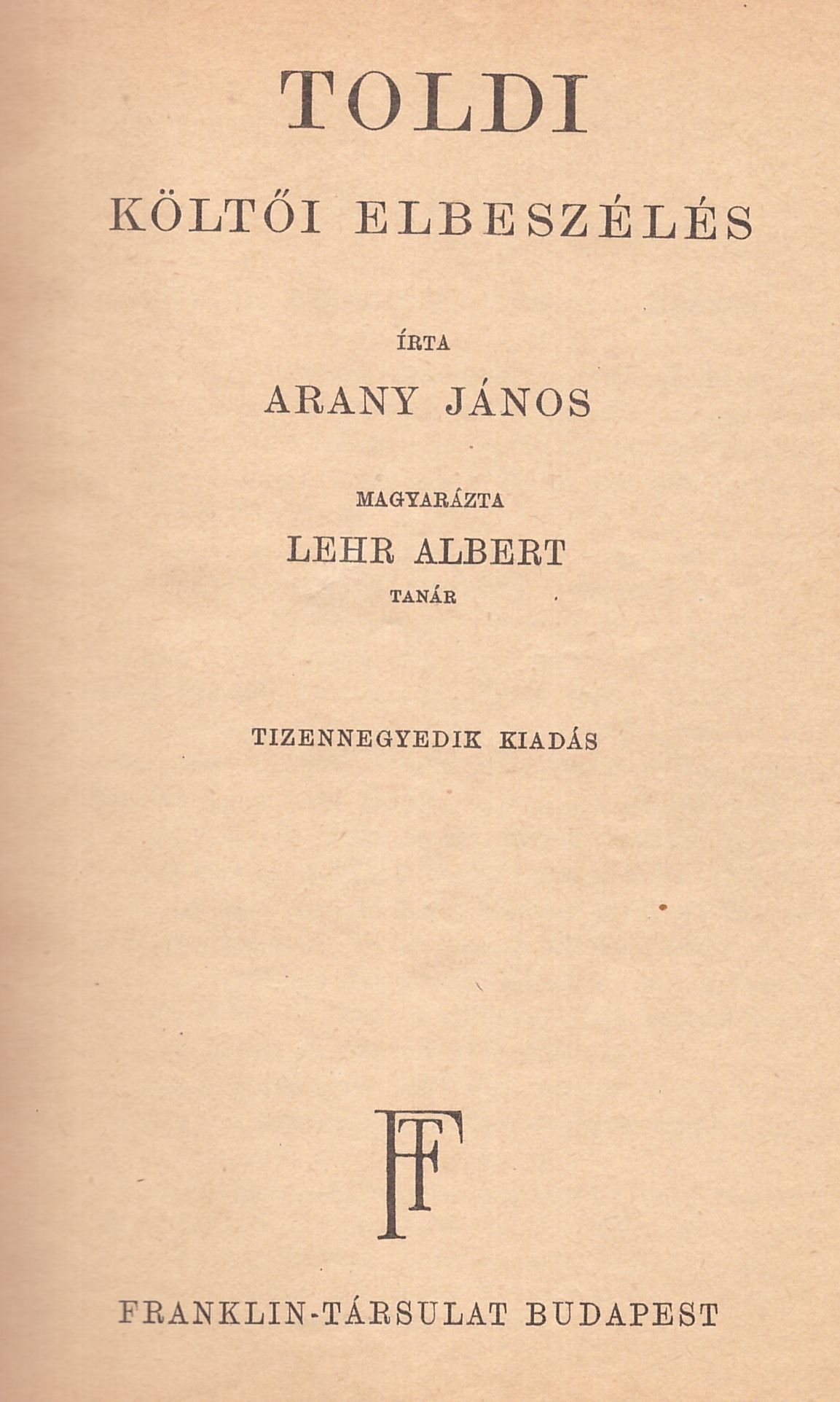
Arany János: Toldi. Jegyzetekkel és magyarázatokkal ellátta Lehr Albert. 11. kiadás. Évszám nélkül, feltehetően az 1920-as években készült.

- Toldi, költői elbeszélés, írta Arany János. Iskolák számára nyelvi jegyzetekkel ellátta Lehr Albert. Budapest: Franklin-Társulat. 1880. (Jeles Írók Iskolai Tára XI.)
- Ernst Curtius: A görögök története (http://real-eod.mtak.hu/3087/). 5. kötet. Ford. Lehr Albert. Budapest: A Magyar Tudományos Akadémia Könyvkiadó Vállalata. 1880.
- Toldi. Költői elbeszélés. Írta Arany János, nyelvi és tárgyi bő magyarázatokkal ellátta Lehr Albert. Budapest: Franklin-Társulat. 1882.
- Magyar olvasókönyv a középiskolák I-III. osztályai számára, történeti térképekkel és illustratiókkal. Szerk. Lehr Albert és Riedl Frigyes. Budapest: Franklin-Társulat. 1883., 1885. Három rész.
- Leopold von Ranke: A római pápák az utolsó négy században. Három kötet. Ford. a 7. kiadás után Lehr Albert. Budapest: A Magyar Tudományos Akadémia Könyvkiadó Vállalata. 1886–1889.
- Dísz-nóták. Röfögi egy Epicuri de grege porcus. Budapest. 1888.
- Goethe: Hermán és Dorottya. Az eredeti versmértékben fordította Lehr Albert. Budapest: Kisfaludy Társaság. 1899/1900.
- Arany-magyarázatok (A Magyar Nyelv évfolyamaiban 1905-től kezdve.)